# Б'ячі Ілона
Б'ячі Ілона (угор. Biacsi Ilona; 29 грудня 1985, Сегед) — угорська легкоатлетка, призер Літніх Паралімпійських ігор. Разом із сестрою Бернадетт несла прапор країни на Церемонії відкриття Літніх Паралімпійських ігор 2012 у Лондоні.